# Sindel, Varna
Sindel (în bulgară Синдел) este un sat în comuna Avren, regiunea Varna,  Bulgaria. 

## Demografie
Componența etnică a satului Sindel
     Turci (1,42%)
     Bulgari (40,89%)
     Romi (56,16%)
     Nicio identificare (1,23%)
     Altele (0,28%)
La recensământul din 2011, populația satului Sindel era de 1.054 locuitori. Din punct de vedere etnic, majoritatea locuitorilor (56,16%) erau romi, existând și minorități de bulgari (40,89%) și turci (1,42%). Pentru 1,23% din locuitori nu este cunoscută apartenența etnică.